# Kalaset (band)
Kalaset er et dansk indiepopband dannet i Middelfart i 2018 af sanger og sangskriver Morten Holm Ørsager, pianist og sanger Sidsel Due, trommeslager Jakob Rønn, bassist Henrik Skov og guitarist Anders Mygind.
Kvintetten, der ifølge forlaget 'The Arrangement' er inspireret af bands som Superheroes, Broken Social Scene og The Cure, er kendt for radiohits som "Vi Uendelige", "Kaos Kan Være Smukt", ''Kender Ham Ikk'', ''Tag Mig Som Jeg Er'' samt debutsinglen "Riv I Mit Hår".
Det fynske band er især kendt for deres anmelderroste koncerter som kan opleves på deres brede spillestedskoncerter og store festival-sæsoner

## Historie
Det fem bandmedlemmer mødte hinanden på Middelfart Gymnasium, hvor de samledes om Morten Holm Ørsagers sangskrivning. Navnet "Kalaset", som er et gammelt dansk ord for 'drikkegilde', blev ifølge trommeslager Jakob Rønn foreslået af forsanger Morten Holm Ørsager, da bandet efter en studiesession havde brug for et navn til promotion over for mulige pladeselskaber.
Bandets indtog på den danske musikscene startede for alvor med 1. pladsen ved Quasar Live Finalen i 2021, der grundet corona blev afholdt i Vejle Musikteater. Sejren affødte bandets første spillestedstour i februar 2022, med udsolgte shows i København og Aarhus. Siden da har bandet udvidet deres tours og spillet hvert år, senest en bred spillestedstour i efteråret 2024, hvor Kalaset besøgte 24 byer rundt i landet og meldte udsolgt til de fleste koncerter. Bandet har kun offentliggjort én spillestedskoncert i  november 2025, der også markerer bandets største venue til dato i den ikoniske Falkonersalen i København.
Kalaset har siden 2021 også været at finde på de danske festivaler, nogle af de største danske musikfestivaler såsom Tinderbox, Roskilde Festival og Smukfest har haft æren af det fynske band og med gode anmeldelser til følge. Senest i år (2025) er bandet blev offentliggjort på festival-karavanen Grøn Koncert, arrangeret af Muskelsvindsfonden, med prominente navne som blandt andet Medina, Benjamin Hav og Suspekt.
Musikrejsen for bandet startede med single 'Riv I Mit Hår' 12. november 2021. Singlen fik hurtigt medfart og blev P3s Ugens Uundgåelige i uge 47 2021. Singlen er til dato stadig et af bandets største hits kun overgået af seneste singler.
3. februar 2023 udgav Kalaset sit debutalbum "Grib Mig Hvis Jeg Falder". Albummet er sammenlægningen af 1.del og 2.del, hvoraf 1.del udkom i 2022 og fik fine 5-stjernet anmeldelser
Efter en travl sommerturné udgav bandet 1. september 2023 singlen "Tag Mig Som Jeg Er", og 5. april 2024 blev den fulgt op af endnu et singleudspil; "Kender Ham Ikk'".
De to sange var frontløberne på bandets andet studiealbumPoker der fik flotte ord med på vejen udover en 6-stjernet anmeldelse fra musikmagasinet Gaffa

## Priser
Fredag d. 18. juni 2021 blev 'Kalaset' den fjortende vinder af musikkonkurrencen Quasar Rock, der ud over præmien også udløste en koncertoptræden på Jelling Musikfestival året efter.
Lørdag d. 28. maj 2022 vinder Kalaset 'Talentprisen' ved Odense Live Prisen
Torsdag den 29. februar 2024 afslørede musikmagasinet Gaffa Kalaset som vinder af årest Gaffa-pris i kategorien "Årets Nye Danske Navn".
Lørdag den 25. januar 2025 vandt Kalaset 'Årets Live Pris' til Odense Live Prisen og spillede en af de bedste koncerter på spillestedet Posten

## Diskografi

### Singler
- 2021 - Riv I Mit Hår
- 2022 - Kaos Kan Være Smukt
- 2022 -  Vi Uendelige
- 2023 - Tag Mig Som Jeg Er
- 2024 -  Kender Ham Ikk
- 2024 -  Money For Love
- 2025 -  Ligemeget Hvor Langt Du Er

### Album
- 2022 - Grib Mig Hvis Jeg Falder Del. 1
- 2023 – Grib Mig Hvis Jeg Falder
- 2025 – Poker (album)